# برگ‌زبانی صلیبی
برگ‌زبانی صلیبی (نام علمی: Glottiphyllum cruciatum) نام یک گونه از سرده برگ‌زبانی‌ها است.